# 탑 레벨 디자인
탑 레벨 디자인(Top Level Design)은 일반 최상위 도메인 등록업을 영위하는 오리건주 포틀랜드의 기업이다.

## 제품
- .design
- .gay
- .ink
- .wiki